# Пульс 2: После жизни
«Пульс 2: После жизни» (англ. Pulse 2: Afterlife) — американский фильм ужасов, выпущенный сразу на DVD, сиквел к картине 2006 года, «Пульс». Режиссёр и автор сценария — Джоэль Сойссон, сценарист картины «Горец: Конец игры», и сценарист и режиссёр фильмов «Пророчество 4: Восстание» и «Пророчество: Покинутые». Сойссон также написал и снял третью часть сериала — «Пульс 3: Вторжение».

## Сюжет
Стивен и его дочь Джастин спаслись от ужасного призрака самого близкого им человека — жены Стивена и матери Джастин, Мишель. Стивен с дочерью живут в изоляции от мира и больших городов в маленькой хижине. Вскоре к ним присоединяется возлюбленная Стивена, Марта, которую начинает преследовать мёртвая Мишель через электронные письма. Стивен отсылает ответ Мишель, и вскоре её призрак появляется в хижине — она убивает Марту, а Стивену и Джастин удаётся сбежать.
По дороге они встречают человека, одетого в красное — под прицелом ружья, Стивен отвозит незнакомца в магазин электронных товаров, где он ищет компьютерный процессор, с помощью которого он надеется спасти мир от смертельного Интернета-вируса. Позже незнакомец отдаёт им красную ленту, и отец с дочерью продолжают своё опасное путешествие. По дороге они делают привал и засыпают. Проснувшись посреди ночи, Стивен обнаруживает, что Джастин пропала. Отец спасает девушку от призрака Мишель, и они возвращаются к машине.
На следующее утро Стивен и Джастин встречают автобус, направляющийся в человеческий лагерь, изолированный от электроники. Они пытаются догнать машину, но неожиданное появление Мишель заставляет отца пожертвовать своей жизнью ради спасения дочери. Однако его душу забирает не Мишель, а призрак Марты. Джастин же, благополучно добирается до лагеря.

## В ролях
- Тодд Гибенхейн — Человек в красном / Томас Зигель
- Дайана Айяла Голднер — Миссис Соренстрам
- Рейчел Робинсон — Элли Виктем
- Джорджина Райланс — Мишель
- Доди Браун — Элли Фэнтом
- Джейми Бамбер — Стивен
- Энди Мартин — Самоубийца
- Клаудия Тэмплтон — Лиза
- Ли Гарлингтон — Тётя Кармен
- Карли Скотт Коллинз — Джастин
- Боти Блисс — Марта
- Робин МакГи — Хатч
- Грант Джеймс — Дядя Пит
- Винсент Райс — Призрак в магазине
- Кент Джад Бернард — Посетитель на заправке
- Джон Гулагер — Человек на мосту

## Съёмки
Большая часть заднего плана картины — фотографии, которые использовали вместо декораций.

## Отзывы
Картина получила крайне негативные отзывы, в основном недовольство высказывалось в адрес персонажа Мишель, которая вызывала антипатию у зрителей.